# Natasha Piai
Natasha Piai (Conegliano, 2 febbraio 1993) è una calciatrice italiana, di ruolo attaccante.

## Carriera

### Club
Natasha Piai si appassiona al calcio fin da giovanissima e a 7 anni decide di tesserarsi con la società del suo paese di residenza, La Marenese, con sede a Mareno di Piave, dove gioca con i maschietti nelle formazioni miste fino alla categoria Esordienti nel ruolo di difensore.
Arrivata ai 13 anni, età massima consentita dalla federazione per giocare nelle formazioni miste, trova un accordo con il Vittorio Veneto, che le offre l'opportunità di continuare la carriera agonistica in una formazione interamente formata da ragazze. Piai, alla sua prima stagione in maglia rossoblu gioca come attaccante nella formazione iscritta al Campionato Primavera ma già dalla successiva viene inserita in rosa nella formazione titolare. Con il Vittorio Veneto gioca sei stagioni, durante le quali contribuisce a fare conquistare alla squadra la promozione dalla Serie C alla Serie B, quindi alla Serie A2, l'allora secondo livello del campionato italiano femminile di calcio.
Nell'estate 2012 coglie l'occasione offertale dal neopromosso Graphistudio Pordenone per giocare in Serie A sotto le direttive del mister Andrea Tosolini. Piai segna la sua prima rete in serie A l'8 dicembre 2012, alla 12ª giornata della stagione 2012-2013, quando realizza al 44' il gol del parziale 1-0 per le neroverdi sul Firenze, incontro poi perso per 1-2.
Nell'estate 2015 si trasferisce al Graphistudio Tavagnacco, dove colleziona 12 presenze.
Nella stagione sportiva seguente torna, dopo 4 anni, a vestire la maglia del Permac Vittorio Veneto disputando il campionato di Serie B 2016-2017. Rimane con le Tose anche nelle stagioni successive, condividendo con le compagne la retrocessione in Serie C, causa la riforma del campionato italiano femminile di calcio, al termine della stagione 2017-2018, e il ritorno alla Serie B nazionale a girone unico dal campionato 2019-2020.